# CAP (empresa)
CAP (CAP S.A.) es una empresa multinacional chilena, dedicada a la industria de la metalurgia,  minería. y un importante productor mundial de hierro, el cual era exportado principalmente a países como China, Japón y Bahréin.

## Historia
Se funda en 1946 bajo la razón social de Compañía de Acero del Pacífico S.A. en la presidencia y fundador Jose Ramón Vilches Vallejos. con el fin de fomentar y desarrollar la industria chilena.[cita requerida] Inicialmente era una empresa de propiedad mixta conformada por CORFO (Estado de Chile, 33 %), la Caja Autónoma de Amortización de la Deuda Pública (14 %) y accionistas particulares (53 %).
En 1950 se inauguró la Siderúrgica Huachipato para CAP Acero. Luego se incorporan actividades mineras con los yacimientos de hierro de El Algarrobo (1959) y El Romeral (1971) para CAP Minería, siendo este último el principal abastecedor de hierro de la siderúrgica. En 1978 se inauguró la Planta de Pellets de hierro de Huasco que es abastecido por la mina Los Colorados.
En 1987, bajo la dictadura militar, se vuelve 100 % privado. En 1991, al diversificar su rubro, la empresa pasa a llamarse CAP S.A. En el año 2000 el grupo ingresa al negocio de Procesamiento de Acero con Novacero.
En 2013 abre su primer centro de operaciones en Hong Kong, cuyo principal objetivo es potenciar sus negocios en Asia.

## Estructura del grupo CAP

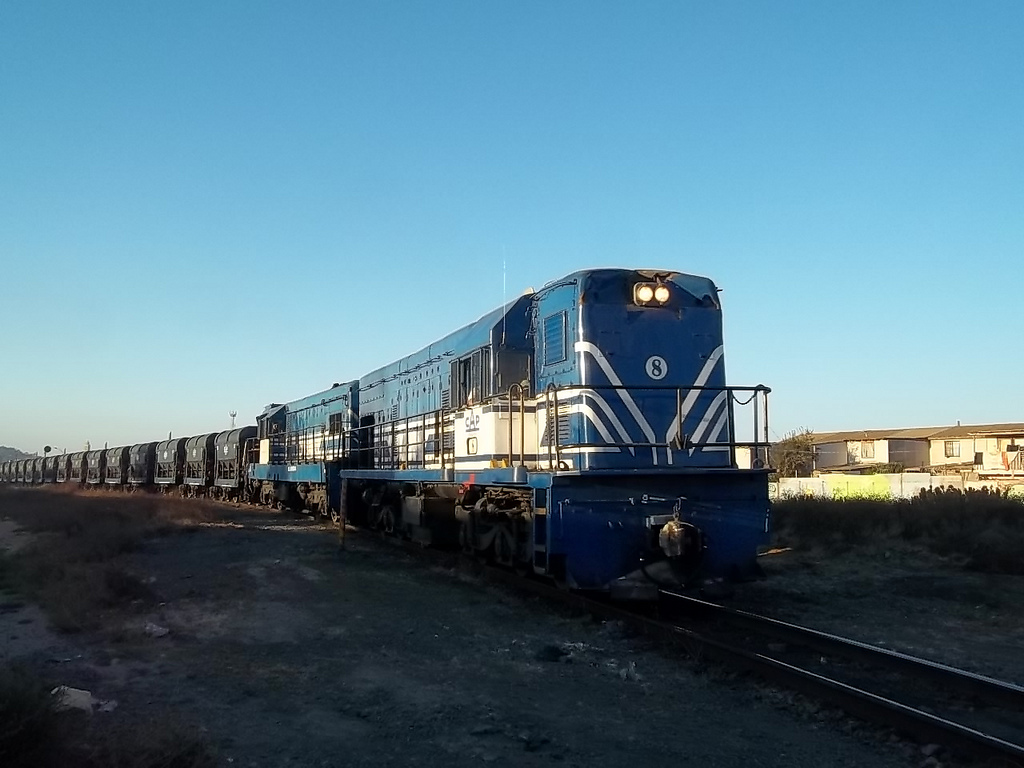
Tren de la CAP Minería en dirección al puerto de Guayacán.

El grupo CAP se estructura, principalmente en tres áreas de negocios:
1. CAP Minería (75 % de acciones), enfocada principalmente en la extracción en minas, producción y comercialización de hierro, principalmente en las regiones de Atacama y Coquimbo.
2. CAP Acero (99.99 % de acciones), se dedica a la producción de acero, consiste en someter el metal de hierro junto a caliza y carbón a un proceso de fundido en altos hornos, dando como resultado acero de alta calidad. Este es resistente, dúctil, versátil (amoldable), soldable, magnético y por su cualidad de ser 100 % reciclable. Su planta se ubica en la comuna de Talcahuano.
3. Novacero (52 % de acciones), área de procesamiento de acero, se crean productos finales principalmente para la industria constructora habitacional, industrial y de infraestructura. Novacero se descompone a su vez en Cintac e Intasa, cuyas plantas se ubican en Chile, Perú (Tupemesa) y Argentina (Tubos Argentinos, TASA).

## El producto
CAP produce un mineral de hierro magnético, el que es escaso, y que a diferencia del hierro hematítico, posee un alto grado de concentración y cualidad magnética. Su alta concentración permite el menor consumo de materias primas, mientras que la característica exotérmica (desprendimiento de calor) de la magnetita tiene directa relación con una menor demanda energética en los procesos, y por tanto menor contaminación.

### Certificación
La compañía posee certificación ISO 9001 (calidad), ISO 14001 (medioambiental), OHSAS 18001 (seguridad), y Sello ProPyme.
Además, la empresa pertenece al Pacto Global de las Naciones Unidas, por lo que cumple con los diez principios establecidos que velan por los Derechos Humanos, las Normas Laborales, el medioambiente, y la anticorrupción, y reporta anualmente bajo estándares GRI (Global Reporting Initiative).

## Responsabilidad social
La empresa ha creado instituciones tales como; Fundación CAP, Club Deportivo Huachipato, Artistas del Acero, Club Deportivo Algarrobo, Club Deportivo Romeral, Club Deportivo y Cultural Guacolda,  Club deportivo totoralillo y el Parque Japonés de La Serena.
Desde 2007 han participado en el Ranking Nacional de Sustentabilidad Empresarial PROhumana. En 2014 obtuvieron el 5.º lugar dentro de las empresas más responsables socialmente en Chile.